# That'll Be the Day (film)
That'll Be the Day è un film del 1973 diretto da Claude Whatham, con protagonisti David Essex, Rosemary Leach, Ringo Starr e Keith Moon.
Ambientato alla fine degli anni cinquanta-inizio anni sessanta, il film venne parzialmente girato sull'Isola di Wight.

## Trama
Jim MacLaine viene abbandonato dal padre quando è ancora un bambino. In seguito, dopo aver interrotto gli studi, Jim se ne va da casa e passa attraverso una lunga serie di lavoretti senza futuro trovando solo nell'ascolto della musica rock 'n' roll uno sbocco alle proprie frustrazioni. Avendo scartato le possibilità offerte da un'istruzione universitaria con grande costernazione di sua madre, l'alienato MacLaine si rassegna a svolgere un lavoro da modesto impiegato fino a quando un giorno il suo amico Mike gli offre un lavoro come barman. Il "timido" MacLaine diventa rapidamente un rubacuori del quartiere, lasciandosi alle spalle una lunga scia di cuori infranti. Alla fine, MacLaine torna a casa per gestire il negozio di famiglia e sposare la propria fidanzata, ma nonostante la nascita di un figlio, l'indole inquieta di Jim sente di nuovo il richiamo del rock and roll.

## Colonna sonora
- Buddy Holly and the Crickets – That'll Be the Day
- Billy Fury – A Thousand Stars
- Billy Fury – Long Live Rock (The Who)
- Billy Fury – Get Yourself Together
- Billy Fury – That's Alright Mama
- Billy Fury – What Did I Say
- Wishful Thinking – It'll Be Me
- Dion and the Belmonts – Runaround Sue
- The Everly Brothers – Bye Bye Love
- The Everly Brothers – Devoted To You
- The Everly Brothers – Till I Kissed You
- The Everly Brothers – Wake Up Little Suzy
- The Platters – Smoke Gets In Your Eyes
- Big Bopper – Chantilly Lace
- Jerry Lee Lewis – Great Balls of Fire
- Little Richard – Tutti Frutti
- Danny and the Juniors – At the Hop
- Frankie Lymon – Why Do Fools Fall In Love
- Johnny Tillotson - Poetry In Motion
- Jimmie Rodgers – Honeycomb
- Larry Williams – Bony Moronie
- Del Shannon – Runaway
- Ritchie Valens – Donna
- Eugene Wallace – Slow Down
- Jerry Lee Lewis – Great Balls of Fire
- Brian Hyland – Sealed With a Kiss
- Bobby Vee – Take Good Care of My Baby
- Del Shannon – Hats Off to Larry
- Bobby Darin – Dream Lover
- The Paris Sisters – I Love How You Love Me
- The Poni-Tails – Born Too Late
- Johnny and the Hurricanes – Red River Rock
- The Monotones – Book of Love
- Bill Justis – Raunchy
- Johnny Preston – Running Bear
- The Diamonds – Little Darlin'
- Ray Sharpe – Linda Lu
- Lloyd Price – (You've Got) Personality
- Buddy Holly and the Crickets – Well All Righ
- Dante and the Evergreens – Alley Oop
- Viv Stanshall – Real Leather Jacket
- Stormy Tempest (Viv Stanshall) – What in the World
- Wolverine Cubs Jazz Band – Weary Blues (presente nel film ma non nell'album della colonna sonora)